# Нижняя Черноушка
Нижняя Черноушка — река в России, протекает по Ленинск-Кузнецкому району Кемеровской области.
Устье реки находится в 17 км от устья Чесноковки по правому берегу. Длина реки составляет 13 км.

## Данные водного реестра
По данным государственного водного реестра России относится к Верхнеобскому бассейновому округу, водохозяйственный участок реки — Томь от города Новокузнецк до города Кемерово, речной подбассейн реки — Томь. Речной бассейн реки — (Верхняя) Обь до впадения Иртыша.